# Córrego Sarandi
Der Córrego Sarandi (auch Ribeirão Sarandi) ist ein etwa 22 km langer rechter Nebenfluss des Rio Piquiri im Nordwesten des brasilianischen Bundesstaats Paraná.

## Etymologie
Sarandi ist ein Strauch aus der Familie der Phyllanthaceae, der in den Tropen und den Subtropen verbreitet ist. Er erreicht eine Höhe von bis zu 2,5 Metern. Der Name stammt von dem Tupi-Begriff sarã'dïb her, was so viel wie Balken, auf dem Holz gleitet bedeutet.

## Geografie

### Lage
Das Einzugsgebiet des Córrego Sarandi befindet sich auf dem Terceiro Planalto Paranaense (Dritte oder Guarapuava-Hochebene von Paraná).

### Verlauf
Sein Quellgebiet liegt im Munizip Iporã auf 369 m Meereshöhe im Nordosten des Stadtgebiets in der Nähe der PR-323.
Der Fluss verläuft in südwestlicher Richtung. Er mündet im Südwesten des Munizips auf 238 m Höhe von rechts in den Rio Piquiri. Er ist etwa 22 km lang.

### Munizipien im Einzugsgebiet
Der Córrego Sarandi fließt vollständig innerhalb des Munizips Iporã.